# Livingston (West Lothian)
Livingston ist eine Planstadt in West Lothian im mittleren Schottland, dessen einwohnerstärkste Gemeinde und Verwaltungssitz es ist. Als New Town begründet wurde Livingston 1962 und ab 1966 um das gleichnamige historische Dorf herum bevölkert, das seitdem Livingston Village genannt wird, dessen belegbare historische Kontinuität bis in das 12. Jahrhundert zurückreicht. Die Stadt liegt rund 25 km westlich von Edinburgh und 50 km östlich von Glasgow und hat 56.269 Einwohner. Mit den umliegenden Gebieten beträgt die Bevölkerung Livingstons als urbane Region 63.160 Menschen (2008).

## Lage
Livingston befindet sich etwa fünf Kilometer südlich des Firth of Forth. Nachbargemeinden sind Bathgate und Broxburn. Durch die Stadt fließt der Almond, der bei Edinburgh ins Meer mündet.

## Geschichte
Ursprünglich befand sich an der Stelle der späteren Stadt ein im 12. Jahrhundert gegründetes Dorf Livingston, das nach einem flämischen Kaufmann DeLeving benannt wurde. Die Endung -ton steht für town ‚[Wohn-]Ort‘. Der Händler hatte hier unter König David I. Land erworben und später einen Turm errichtet, von dem sich allerdings nichts erhalten hat. Das Gebiet blieb bis ins 20. Jahrhundert hinein landwirtschaftlich geprägt.
Nach Ende des Zweiten Weltkriegs wurden im Umfeld der größeren Städte des Vereinigten Königreiches New Towns konzipiert, die eine Lösung für die zum Teil beengten Wohnverhältnisse in den britischen Großstädten bringen sollten. Livingston war dabei die Aufgabe zugewiesen, Edinburgh und Glasgow zu entlasten. Dazu wurde eine Stadtentwicklungsgesellschaft, die Livingston Development Corporation, ins Leben gerufen. Es wurde dafür gesorgt, dass sich vor allem moderne Technologiebetriebe hier ansiedelten. Sky LimitedBSkyB unterhielt hier sein größtes Call-Center. Später dominierte in der Stadt vor allem der Kleinhandel und das Gesundheitswesen. Der Aufbau der Stadt lag noch bis in die 1990er Jahre hinein in den Händen der Livingston Development Corporation, ehe die Verantwortung dafür an den West Lothian Council übertragen wurde. Das letzte große Entwicklungsprojekt der Livingston Development Corporation war der Bau des Almondvale-Stadions, Heimat des Livingston F.C. Inzwischen erhielt die Stadt mit dem „Almondvale Shopping Centre“ und dem „McArthur Glenn Designer Outlet Centre“ außerdem zwei benachbarte Einkaufszentren, welche durch eine Erweiterung verbunden werden sollen, um den Status des größten Einkaufszentrums Schottlands zu festigen, sowie einen Campus für das West Lothian College.

## Verkehr
Livingston hat unmittelbaren Anschluss an die Autobahn M8 (Glasgow–Edinburgh), die nördlich an der Stadt vorbeiführt. Außerdem verfügt die Stadt über zwei Bahnstationen: Livingston South an der Bahnlinie Edinburgh-Glasgow über Shotts sowie Livingston North an der Strecke Edinburgh-Bathgate.

## Bildung
Neben dem genannten College existieren in der Stadt 17 Grundschulen und 5 Oberschulen.

## Sport
In der Stadt ist der Fußballverein Livingston F.C. zu Hause, der in der Scottish Premiership, der höchsten Fußballliga Schottlands, spielt. Außerdem ist Livingston Heimat des Livingston Rugby Football Clubs, zweier Schwimmmannschaften und eines Hockey-Clubs.

## Städtepartnerschaften
- Hochsauerlandkreis, Nordrhein-Westfalen, Deutschland
- Grapevine, Texas (USA)

## In Livingston geboren
- Tom Morris (* 1944), kanadischer Radrennfahrer
- Peter Wright (* 1970), professioneller Dartspieler und PDC-Weltmeister 2020 + 2022
- James Penrice (* 1998), Fußballspieler